# Pimelea
Pimelea är ett släkte av tibastväxter. Pimelea ingår i familjen tibastväxter.

## Bildgalleri

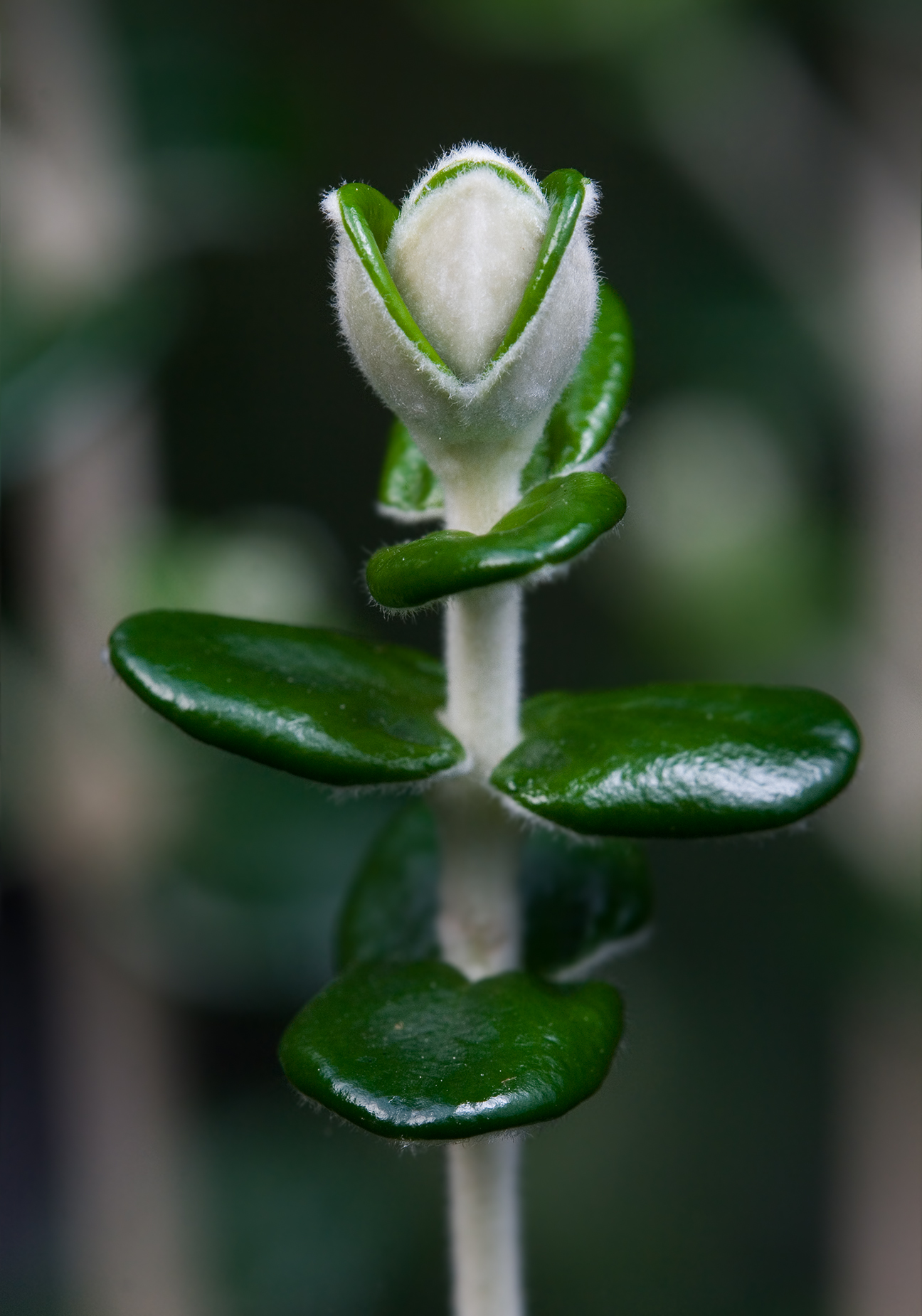
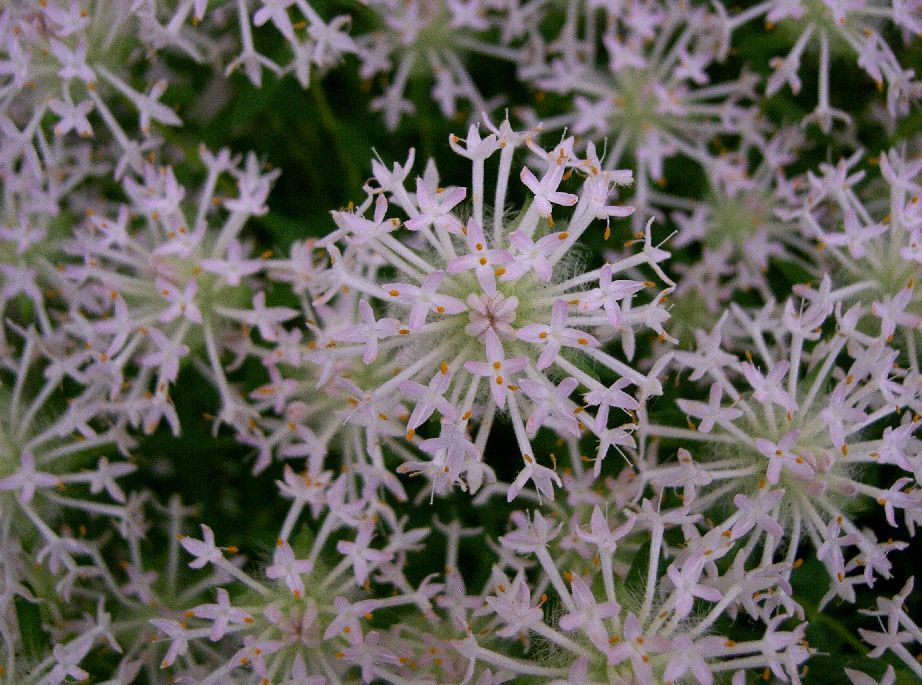

## Dottertaxa tillPimelea, i alfabetisk ordning[1]
- Pimelea acra
- Pimelea actea
- Pimelea aeruginosa
- Pimelea alpina
- Pimelea ammocharis
- Pimelea angustifolia
- Pimelea aquilonia
- Pimelea argentea
- Pimelea aridula
- Pimelea avonensis
- Pimelea axiflora
- Pimelea barbata
- Pimelea biflora
- Pimelea brachyphylla
- Pimelea bracteata
- Pimelea brevifolia
- Pimelea brevistyla
- Pimelea buxifolia
- Pimelea calcicola
- Pimelea carnosa
- Pimelea ciliata
- Pimelea cinerea
- Pimelea clavata
- Pimelea concinna
- Pimelea congesta
- Pimelea cracens
- Pimelea cremnophila
- Pimelea crosby-smithiana
- Pimelea cryptica
- Pimelea curviflora
- Pimelea declivis
- Pimelea drummondii
- Pimelea drupacea
- Pimelea dura
- Pimelea elongata
- Pimelea erecta
- Pimelea eremitica
- Pimelea ferruginea
- Pimelea filiformis
- Pimelea flava
- Pimelea floribunda
- Pimelea forrestiana
- Pimelea gilgiana
- Pimelea glauca
- Pimelea gnidia
- Pimelea graniticola
- Pimelea haematostachya
- Pimelea halophila
- Pimelea hewardiana
- Pimelea hirta
- Pimelea hispida
- Pimelea holroydii
- Pimelea humilis
- Pimelea ignota
- Pimelea imbricata
- Pimelea interioris
- Pimelea lanata
- Pimelea latifolia
- Pimelea lehmanniana
- Pimelea leptospermoides
- Pimelea leucantha
- Pimelea ligustrina
- Pimelea linifolia
- Pimelea longiflora
- Pimelea longifolia
- Pimelea lyallii
- Pimelea macrostegia
- Pimelea mesoa
- Pimelea micrantha
- Pimelea microcephala
- Pimelea milliganii
- Pimelea mimosa
- Pimelea neoanglica
- Pimelea neokyrea
- Pimelea nitens
- Pimelea nivea
- Pimelea notia
- Pimelea octophylla
- Pimelea oreophila
- Pimelea orthia
- Pimelea pagophila
- Pimelea pauciflora
- Pimelea pelinos
- Pimelea pendens
- Pimelea penicillaris
- Pimelea petrophila
- Pimelea phylicoides
- Pimelea physodes
- Pimelea poppelwellii
- Pimelea preissii
- Pimelea prostrata
- Pimelea pseudolyallii
- Pimelea pygmaea
- Pimelea ramosissima
- Pimelea rara
- Pimelea rosea
- Pimelea sericea
- Pimelea sericeovillosa
- Pimelea sericostachya
- Pimelea serpyllifolia
- Pimelea sessilis
- Pimelea simplex
- Pimelea spectabilis
- Pimelea spicata
- Pimelea spiculigera
- Pimelea spinescens
- Pimelea sporadica
- Pimelea stricta
- Pimelea strigosa
- Pimelea suaveolens
- Pimelea subvillifera
- Pimelea sulphurea
- Pimelea suteri
- Pimelea sylvestris
- Pimelea telura
- Pimelea tinctoria
- Pimelea tomentosa
- Pimelea traversii
- Pimelea treyvaudi
- Pimelea trichostachya
- Pimelea umbratica
- Pimelea urvilleana
- Pimelea venosa
- Pimelea williamsonii
- Pimelea villifera
- Pimelea villosa
- Pimelea xenica